# Alfons Jean Ferdinand Marie Verwilghen
 (octobre 2022).
 (mai 2022).
La mise en forme du texte ne suit pas les recommandations de Wikipédia : il faut le « wikifier ».
Les points d'amélioration suivants sont les cas les plus fréquents :
- Les titres sont pré-formatés par le logiciel. Ils ne sont ni en capitales, ni en gras.
- Le texte ne doit pas être écrit en capitales (les noms de famille non plus), ni en gras, ni en italique, ni en « petit »…
- Le gras n'est utilisé que pour surligner le titre de l'article dans l'introduction, une seule fois.
- L'italique est rarement utilisé : mots en langue étrangère, titres d'œuvres, noms de bateaux, etc.
- Les citations ne sont pas en italique mais en corps de texte normal. Elles sont entourées par des guillemets français : « et ».
- Les listes à puces sont à éviter, des paragraphes rédigés étant largement préférés. Les tableaux sont à réserver à la présentation de données structurées (résultats, etc.).
- Les appels de note de bas de page (petits chiffres en exposant, introduits par l'outil «  Source ») sont à placer entre la fin de phrase et le point final[comme ça].
- Les liens internes (vers d'autres articles de Wikipédia) sont à choisir avec parcimonie. Créez des liens vers des articles approfondissant le sujet. Les termes génériques sans rapport avec le sujet sont à éviter, ainsi que les répétitions de liens vers un même terme.
- Les liens externes sont à placer uniquement dans une section « Liens externes », à la fin de l'article. Ces liens sont à choisir avec parcimonie suivant les règles définies. Si un lien sert de source à l'article, son insertion dans le texte est à faire par les notes de bas de page.
- La présentation des références doit suivre les conventions bibliographiques. Il est recommandé d'utiliser les modèles {{Ouvrage}}, {{Chapitre}}, {{Article}}, {{Lien web}} et/ou {{Bibliographie}}. Le mode d'édition visuel peut mettre en forme automatiquement les références.
- Insérer une infobox (cadre d'informations à droite) n'est pas obligatoire pour parachever la mise en page.

Pour une aide détaillée, merci de consulter Aide:Wikification.
Si vous pensez que ces points ont été résolus, vous pouvez retirer ce bandeau et améliorer la mise en forme d'un autre article.
Pour les articles homonymes, voir Verwilghen.
Alphonse Jean Ferdinand Marier à Verwilghen, né à Sint-Niklaas, en Flandre-Orientale, le 28 novembre 1862, et mort le 7 mars 1933, est un homme politique belge, avocat et directeur de la banque de Waas à St-Niklaas, président de la Ligue démocratique belge.

## Biographie
Alphonse (Alfons en néerlandais), est le fils de Stanislas Jean François Verwilghen, et le petit-fils de Pierre-Antoine Verwilghen.
Il épouse le 20 mai 1890 Mathilde Catharina van den Broeck (1868-1942). Le couple a dix enfants, dont un décède peu après la naissance, deux autres pendant la première guerre mondiale au front de l'Yser, et un quatrième en 1923.

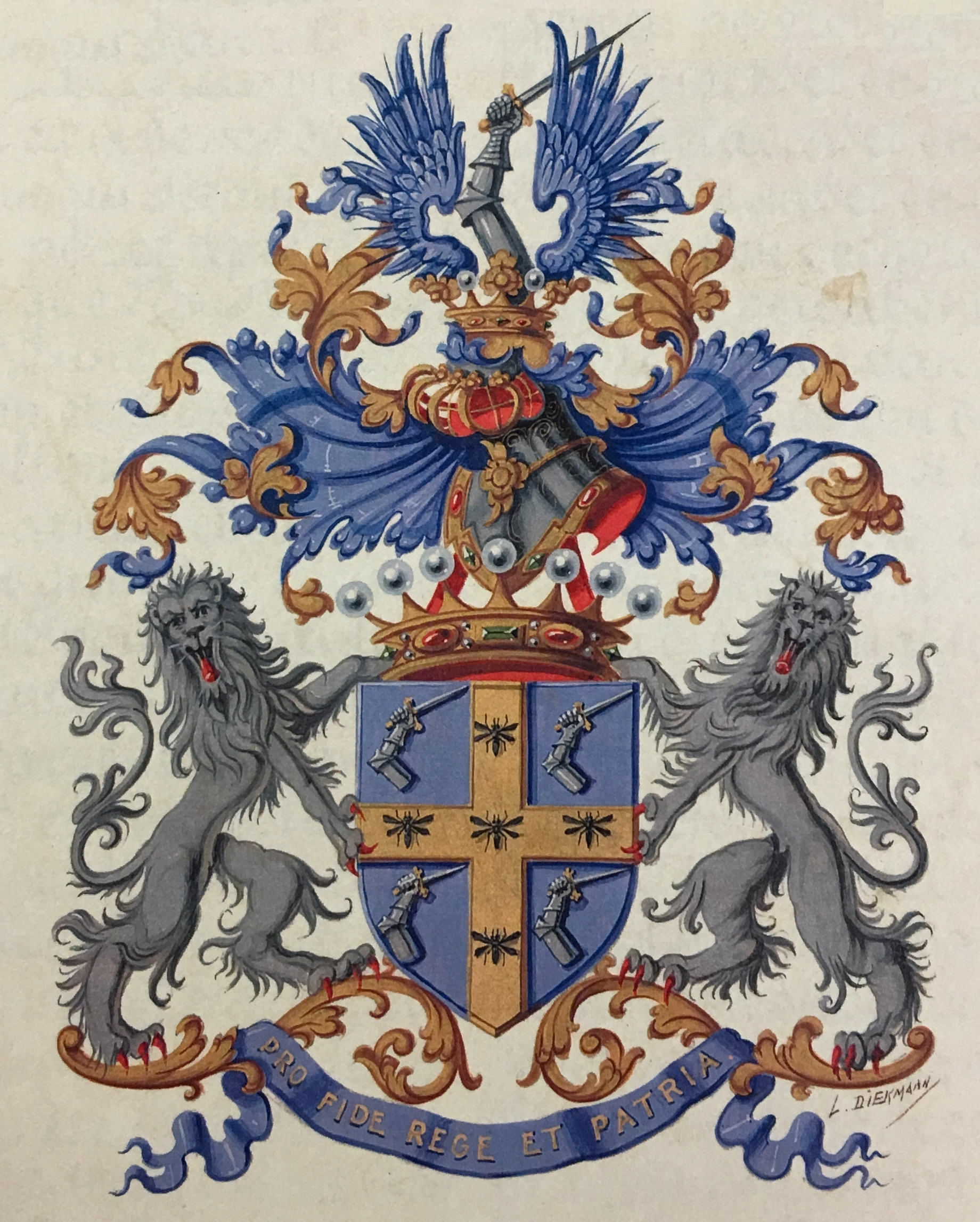
Armes de Alphonse Verwilghen

Le 15 janvier 1931, Alphonse est anobli par le roi Albert Ier qui lui accorde une concession de noblesse héréditaire avec titre de baron transmissible par ordre de primogéniture masculine. Armes : "d'azur, à la croix d'or, chargée de cinq abeilles de sable, et cantonnée de quatre dextrochères armés d'argent, tenant une épée du même, garnie d'or",.

## Études
Il effectue ses études au petit séminaire à Saint-Niklaas, puis à l'Université catholique de Louvain à partir de 1881, où il obtient un doctorat en droit. Il est membre de la commission de la Société générale et avocat au Barreau du Termonde. 

## Carrière politique
| Fonction       | Nom de l'instance                                                                         | Dates            |
| -------------- | ----------------------------------------------------------------------------------------- | ---------------- |
| Membre actif   | Confrérie van het Allerheiligste Sacrement, Sint-Niklaas (1695-)                          | à partir de 1881 |
| Président      | Belgische Volksbond / Ligue Démocratique Belge (1891-120)                                 | 1917-1920        |
| Principal      | Confrérie van het Allerheiligste Sacrement, Sint-Niklaas (1695-)                          | 1917-1933        |
| Président      | Waasche Volksbank (1873-)                                                                 | Dates inconnues  |
| Administrateur | Spaarbank der Christijke Werklieden / Banque d'Epargne des Ouvriers Chrétiens (1925-1935) | Dates inconnues  |

En 1900, il devient président du Conseil général de la Guilde des métiers de Neringen Sint-Niklaas. 
En 1904, il est le premier président du Sint-Jozefsverbond Sint-Niklaas.
De 1917 à 1920, il préside la Ligue démocratique belge.
En 1919, il est membre du conseil de surveillance de la coopérative centrale Gildenhuis Sint-Niklaas.
En 1920, il est délégué à l'Association électorale catholique de Sint-Niklaas, président de la Fédération des Assurances Nationales Chrétiennes, conseiller provincial et représentant de la province de Flandre orientale.
En 1931, il est délégué au bureau principal de l'Association électorale catholique.

### La Ligue démocratique belge
En 1917, Alphonse Verwilghen succède à Arthur Verhaegen à la présidence de la Ligue démocratique belge. Fondée le 2 février 1891 à Louvain, cette organisation avait pour objectif la coordination de l'organisation des guildes de métiers.
Alphonse Verwilghen préside la Ligue durant trois ans, son mandat étant particulièrement bref. Il entre en fonction en 1917 alors que la Ligue disparaît en 1920 en raison des conséquences de la guerre mondiale. Il en est donc le dernier président, après en avoir été le secrétaire. Malgré la brièveté de son mandat par rapport à celui de ses prédécesseurs, il s'efforce de maintenir l'organisation.
Le 21 janvier 1913, une délégation spéciale composée de Marbille, de Ponthière, Verwilghen, Senel et Jaminé parvient à convaincre Verhaegen d'assumer encore la présidence de la Ligue jusqu'au Congrès de 1914. Après le décès de Verhagen le 5 septembre 1917, Alphonse Verwilghen et Cyrille Van Overbergh tentent de maintenir le mouvement.
Toute association adhérant au slogan « religion, propriété et famille » pouvait constituer le fondement du programme social de la Ligue. À partir de 1900, le profil de la Ligue se recentre sur les intérêts des ouvriers. La Ligue est dissoute en novembre 1920 pour céder la place à la Ligue Démocratique Chrétienne de Belgique, que la LNTC remplace par la suite.

### Représentant de la province de Flandre
Alphonse Verwilghen devient député permanent de la Flandre. Il obtient également le statut de conseiller provincial et représentant de la province de Flandre orientale.
Il participe aux prises de décision au sein du conseil. En 1922, au conseil provincial de Flandre orientale, la subvention de l'Œuvre nationale pour la protection de l'enfance constitue chaque année un sujet de débat. Sur proposition d'Alfons Verwilghen, une politique d'austérité est adoptée par le conseil provincial en raison de la situation financière précaire consécutive à la Première Guerre mondiale. Cette mesure réduit ainsi le budget d'un demi-million. Il compte parmi les députés provinciaux les plus influents de l'entre-deux-guerres.

## Activités diverses
Il exerce la fonction de chef de clan « hoofdman » dans la confrérie « van het Allerheiligste Sacrament» de 1917 à 1933. Cette association a pour objectif de promouvoir la dévotion au Saint-Sacrement et comprend au maximum 30 hommes. 
Il est également directeur de la banque de Waas à St Niklaas, succédant à son père dans cette fonction. Il a auparavant occupé le poste de trésorier dans la société générale des étudiants.
Outre sa profession d'avocat, Alfons participe à d'autres activités. Il est membre du "Derde Orde", membre de la congrégation de "Onze-Lieve-Vrouw", ainsi que président d'un groupement de travailleurs nommé "het Gildenhuis". Il est officier dans l'ordre de Léopold, président d'une fraternité du sacrement et membre du comité paroissial de "Onze-Lieve-Vrouw" de Bijstand.

## Positions politiques
Verwilghen se positionne comme politicien catholique et membre actif du parti catholique. Durant cette période, la question de l'isolement du territoire nord-est de la Flandre orientale fait débat. Cette isolation devait être compensée par un tunnel sous l'Escaut et un canal reliant Burcht au canal Gand-Terneuzen. Pour des raisons pragmatiques, seul le canal est finalement réalisé dans une version réduite telle que préconisée par Ferdinand Van de Wattyne. Verwilghen accepte cette solution par crainte qu'aucun projet ne soit finalement réalisé. Bien que le législatif décide et non le conseil provincial dont il fait partie, il tente de s'opposer aux négociations avec le gouvernement, sans être suivi car les libéraux et socialistes sont majoritaires. Il quitte le conseil provincial en 1931.
Concernant l'enseignement, Verwilghen, qui défendait avant la guerre la position dominante de l'enseignement catholique, comprend qu'il faut faire des compromis à la suite de la victoire des socialistes en 1921. Il devient alors partisan de la "schoolvrede" (la paix scolaire) et défend la coexistence des deux systèmes : l'enseignement catholique et l'enseignement officiel.
Verwilghen soutient un enseignement primaire et technique obligatoire et investit des moyens financiers dans l'enseignement technique, ce qui le rapproche des positions socialistes. Cependant, les libéraux considèrent qu'il gaspille l'argent public au profit de l'enseignement libre. Verwilghen justifie sa vision de l'enseignement technique par sa contribution à la classe ouvrière et à la formation d'ouvriers qualifiés. Il vise à financer davantage l'enseignement, notamment celui de l'industrie textile, considérant que la formation servira l'économie et le développement. Dès 1904, il s'oppose à la politique libérale de non-intervention ainsi qu'à plusieurs propositions sociales progressistes et à la réduction du temps de travail, estimant qu'aucun cas d'exploitation des travailleurs n'a été rapporté en 1904.
Verwilghen soutient les festivités flamandes et l'enseignement en néerlandais à l'université de Louvain, mais rejette le « Nationalisme Flamand ». À partir de 1925, il doit se défendre contre des nationalistes flamands isolés mais également au sein de son propre parti, où des nationalistes pro-flamands catholiques dirigés par Paul Van Steenberge sont présents. Les deux hommes ont des visions divergentes. Verwilghen, pragmatique, défend un bilinguisme en Flandre et refuse de débattre de cette question politique au sein du conseil provincial, contrairement à Van Steenberge. Il craint qu'une disparition de la Belgique n'entraîne la perte de la Flandre, l'annexion de la Wallonie à la France et la perte de la colonie du Congo. Ce désaccord annonce la fin de la carrière politique de Verwilghen.
En 1929, à la suite des élections, le parti catholique perd sa majorité absolue pour la première fois depuis 1860. Il déclare ne pas vouloir dévier de sa ligne politique afin de maintenir l'unité nationale. Dans les faits, il conserve son influence dirigeante malgré cette perte de majorité officielle. Il refuse tout compromis avec la vision nationaliste flamande de Paul Van Steenberge et demande sa démission en 1929 malgré les tentatives de Thuysbaert de l'en dissuader.
Le socialiste De Block s'oppose initialement à ce qu'il ait un temps de réflexion. Il transmet par conséquent les dossiers de l'électricité et de l'Escaut dont il avait la charge à Van de Wattyne, deux dossiers qui avaient fait l'objet de débats sous sa responsabilité. 